# Richard Fortey
Richard Alan Fortey (né le 15 février 1946  à Londres et mort le 7 mars 2025) est un paléontologue britannique, historien de la nature, écrivain et présentateur de télévision, qui est président de la Société géologique de Londres pour son bicentenaire en 2007.

## Jeunesse et éducation
Fortey fait ses études à la Ealing Grammar School for Boys et au King's College de Cambridge, où il étudie les sciences naturelles et se spécialise en géologie . Il est titulaire d'un PhD et d'un doctorat en sciences de l'Université de Cambridge.

## Carrière
Fortey a une longue carrière de paléontologue au Musée d'histoire naturelle de Londres ses intérêts de recherche portent avant tout sur les trilobites : à l'âge de 14 ans, il découvre son premier trilobite, déclenchant une passion qui devient plus tard une carrière. Il nomme de nombreuses espèces de trilobites et poursuit ses recherches malgré sa retraite du Musée.
Il étudie les trilobites et les graptolites, en particulier ceux de l'Ordovicien et leur systématique, évolution et modes de vie ; il est également impliqué dans la recherche sur la paléogéographie et la corrélation de l'Ordovicien ; l'évolution des arthropodes, en particulier l'origine des principaux groupes et les relations entre les temps de divergence, comme le révèlent les preuves moléculaires et les archives fossiles. Sa production scientifique comprend plus de 250 articles sur les trilobites, la stratigraphie ordovicienne et la paléogéographie.
Il est l'auteur de livres de vulgarisation scientifique sur une gamme de sujets, notamment la géologie, la paléontologie, l'évolution et l'histoire naturelle. Depuis 2012, il est également présentateur de télévision apparaissant sur BBC Four présentant des programmes d'histoire naturelle; est professeur Collier pour la compréhension publique de la science et de la technologie à l'Institute of Advanced Studies de l'Université de Bristol en 2002 et professeur invité de paléobiologie à l'Université d'Oxford de 1999 à 2009.

## Livres
- Fossiles : La clé du passé, Muséum d'histoire naturelle (1982, cinquième édition 2015)
- Le paysage caché, Jonathan Cape (1993, (ISBN 0-224-03651-3) ), Bodley Head (édition révisée 2010)
- La vie : une biographie non autorisée."Une histoire naturelle des quatre premiers milliards d'années de vie sur Terre, Harper Collins (1997, (ISBN 0-00-638420-X) ) Édition Folio Society (2008)
- Trilobite ! : Témoin oculaire de l'évolution, HarperCollins (2000, (ISBN 0-00-655138-6))
- La Terre : une histoire intime, HarperCollins (2004, (ISBN 0-00-655137-8)) Édition Folio Society (2011)
- Dry Store Room no.1, HarperCollins (2008, (ISBN 978-0-307-27552-3))
- Survivants : The animals and Plants that Time has Left Behind, HarperCollins (2011), publié sous le titre Horseshoe Crabs and Velvet Worms (2012) aux États-Unis.
- The Wood for the Trees: The Long View of Nature from a Small Wood, William Collins (2016, (ISBN 978-0-00-810466-5))

Il a également écrit des titres humoristiques sous deux pseudonymes .
- The Roderick Masters Book of Money Making Schemes, or How to Become Enormously Wealthy with Virtually no Effort, publié anonymement Rutledge & Kegan Paul Ltd (1981, (ISBN 0-7100-0973-9) )
- Le best-seller du liseron Ed. Heather et David Godwin, Jackie et Richard Fortey, Pan Books (1982, (ISBN 0 330 26933 X) )

## Prix et distinctions
Pour ses recherches universitaires, il remporte la médaille Lyell de la Société géologique de Londres, la médaille linnéenne for Zoology de la Linnean Society of London, la médaille Frink de la Zoological Society of London, la RC Moore Medal de la SEPM, la TN George Médaille de la Geological Society of Glasgow ; en 1997, il est élu membre de la Royal Society.
Ses écrits de vulgarisation scientifique lui valent le prix Natural World Book of the Year (1994) pour The Hidden Landscape ; le prix Lewis Thomas pour la rédaction scientifique (2003) et est le titulaire 2006 du Prix Michael-Faraday de la Royal Society pour la communication publique de la science. En 1998, Life: An Unauthorized Biography est sélectionné pour le prix Rhône-Poulenc, en 2001, Trilobite!: Eyewitness to Evolution est sélectionné pour le Prix Samuel-Johnson, le prix de non-fiction le plus prestigieux du Royaume-Uni et en 2005 Earth: An Intimate History est présélectionné pour le prix Aventis de la Royal Society pour les livres scientifiques.
Fortey est élu président de la Société géologique de Londres pour son bicentenaire en 2007 et reçoit des diplômes honorifiques de l'Université de St Andrews, l'Open University ; l'Université de Birmingham et l'Université de Leicester. Il est également président de l'Association paléontologique et de la Société paléontographique ; en 2009, il est élu membre de la Royal Society of Literature .